# Philatelic Music Circle

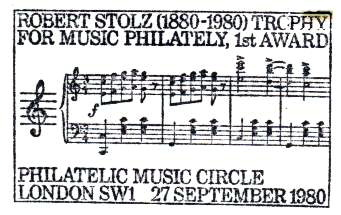
Специальный штемпель, применявшийся PMC в день вручения первой премии имени Роберта Штольца. На штемпеле помещены ноты «Филателистического вальса» Р. Штольца (1980)

Philatelic Music Circle (PMC; в русском переводе — Общество музыкальной филателии) — международная филателистическая ассоциация, специализирующаяся на теме музыки в филателии.

## История и деятельность
Ассоциация была основана в 1969 году. Она располагается в Великобритании и объединяет около 500 членов.
PMC организовывает ежегодные съезды в Лондоне, на которых организуются выставки и филателистические состязания, концерты и встречи. Три раза в год выходит журнал ассоциации «The Baton», который издаётся в США.

## Премии
PMC определяет и награждает лучшие экспонаты на музыкальную тему на филателистических выставках года.
С 1980 года PMC присуждает также ежегодную премию художникам за лучшую марку музыкальной тематики, вышедшую в предыдущем году. До 1997 года премия носила имя композитора и члена ассоциации Роберта Штольца, с 2001 года по настоящее время — имя Иегуди Менухина, который на протяжении 30 лет был покровителем PMC.